# Cyperus boreochrysocephalus
Cyperus boreochrysocephalus är en halvgräsart som beskrevs av Kaare Arnstein Lye. Cyperus boreochrysocephalus ingår i släktet papyrusar, och familjen halvgräs. Inga underarter finns listade i Catalogue of Life.